# 1096 в Україні

## Події
- 19 червня — Битва на річці Трубіж — одна з битв русько-половецької війни 1090-х — 1116 років.
- Син Володимира Мономаха Ізяслав загинув при обороні Мурома від Олега Святославича.
- Битва на Колокші біля Володимира у якій князь Мстислав Володимирович Великий розгромив Олега Святославича

## Особи

### Померли
- 6 вересня — Ізяслав Володимирович — руський князь з династії Рюриковичів, другий син Володимира Мономаха та його першої дружини Ґіти (дочки англійського короля Гарольда II Ґодвінсона). Князь курський (до 1095), ростовський і муромський (1095–1096).

## Засновані, створені
- Літописна згадка про Кловський (Стефанів) монастир під Києвом.
- Літописна згадка про село Берестове (також Берестів) — історична місцевість Києва, давнє княже село. Було розташоване на території теперішнього парку Вічної Слави і верхньої частини Києво-Печерської лаври, між Липками, Кловом, Звіринцем і Дніпровими схилами.

## Пам'ятні дати та ювілеї
- 300 років з часу (796 рік):
  - знищення Аварського каганату у Паннонії франками (інша дата — 805 рік).
- 200 років з часу (896 рік):
  - битви на Південному Бузі, де болгарський цар Симеон I розбив військо угрів та в союзі з печенігами він вигнав їх далеко на захід.
- 150 років з часу (946 рік):
  - посольства княгині Ольги до Царгорода.
  - придушення Ольгою повстання древлян після спалення Іскоростеня.
- 125 років з часу (971 рік):
  - завершення Другого Балканського походу у Болгарії князя Святослава (з 969 року) та пограбування околиць Константинополя, облога у Доростолі; поразка і відхід з Балкан. Укладення з Візантією договору на умовах 944 року.
- 100 років з часу (996 рік):
  - завершення спорудження Десятинної церкви в Києві (з 990 року) та її урочисте відкриття (25 травня), до якої прибули священики з Херсонеса. Захоронення тут праху княгині Ольги.
- 50 років з часу (1046 рік):
  - укладення миру між Візантією та Київською Руссю, яким завершилася війна, що тривала з 1043 року.

### Видатних особистостей

#### Народження
- 25 років з дня народження (1071 рік):
  - Євпра́ксія Все́володівна (д.-рус. Еоупраксиа; пом. 1109[1]) — князівна із династії Рюриковичів. Німецька імператриця (1088—1105), дружина німецького імператора Генріха IV[1]. Донька великого князя київського Всеволода Ярославича, онука Ярослава Мудрого[1].
  - Яросла́в Святосла́вич (пом. 1129) — князь чернігівський (1123—1127). Син Великого князя Київського Святослава II. Онук Ярослава I Мудрого.